# Relief

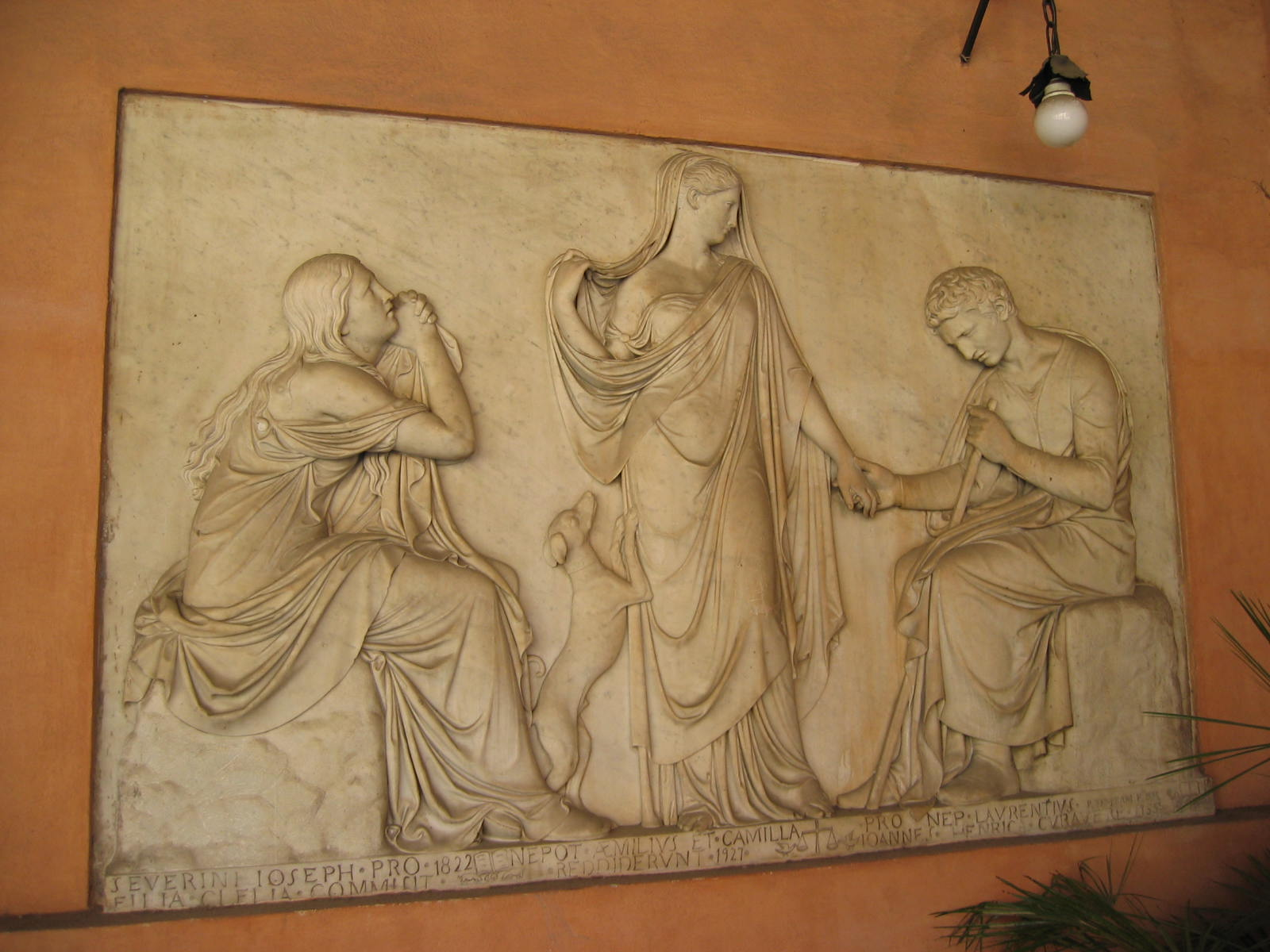
Relief av Pietro Tenerani, gravmonument över Clelia Severini (1825). San Lorenzo in Lucina, Rom)

Kanna av Christian Arvid Linning på Ulfsunda Fabrique, omkring 1815

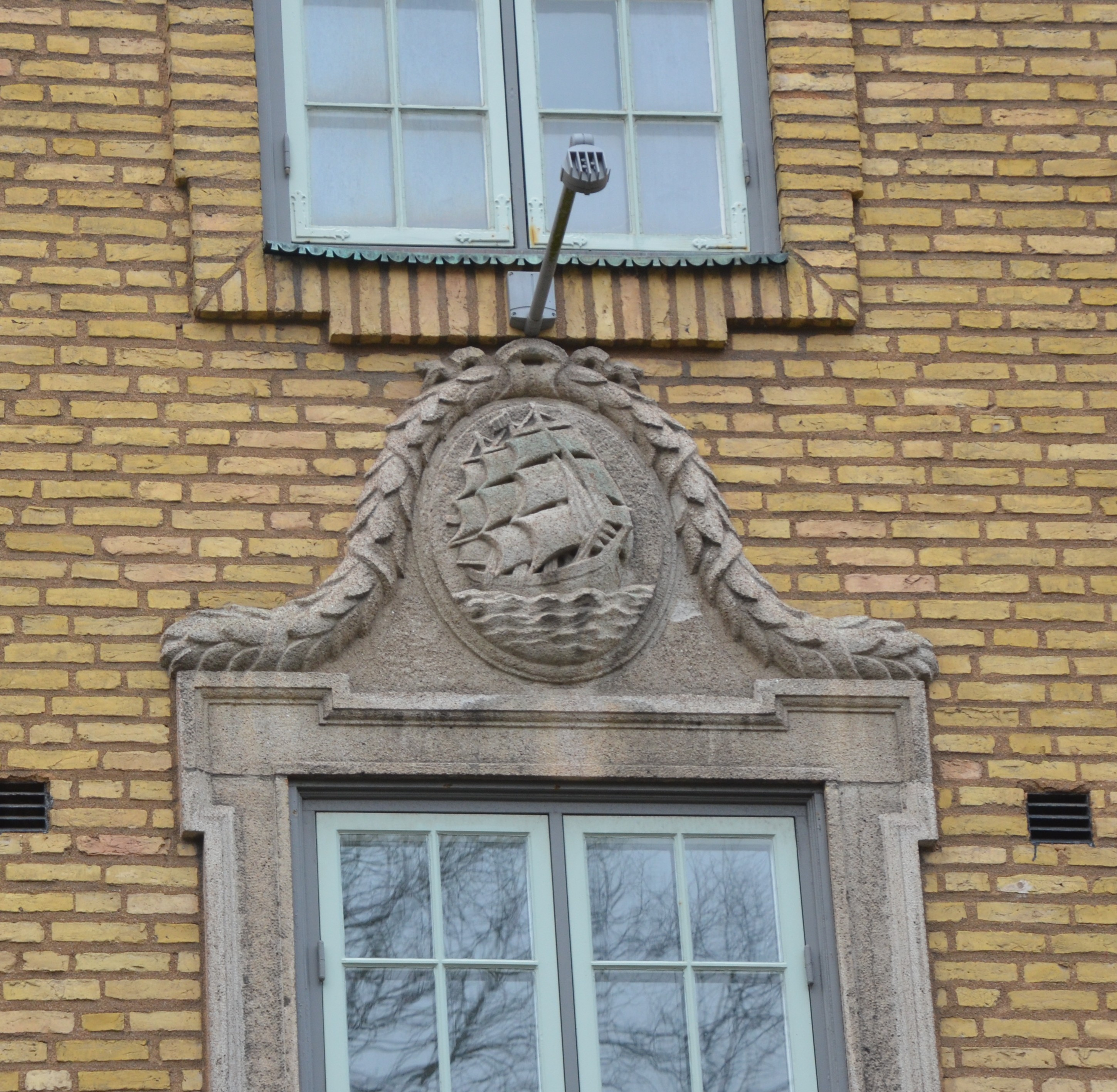
Relief ovanför fönster på fasad till Sjömanshuset i Halmstad

En relief (av franska: relever ’lyfta upp’) är en abstrakt eller figurativ bild skulpterad på ett plant underlag.

## Olika typer av reliefer
- försänkt relief eller hålrelief, där gestalterna är nedsänkta i den plana bakgrunden. Se till exempel egyptisk konst.
- planrelief, målerisk relief eller lågrelief (franska: bas-relief), där gestalterna endast är svagt upphöjda från bakgrunden[1] och inga gestalter står fritt från denna. Typiskt för denna sorts relief är att volymerna är "tillplattade". Se till exempel assyrisk konst.
- högrelief (franska: ronde-bosse eller haut-relief), där gestalterna helt eller delvis står fritt från bakgrunden. Se till exempel romersk konst och nyklassicism.